# Szürkület
Szürkület (en hongarès: Crepuscle) és una pel·lícula hongaresa de 1990 dirigida per György Fehér. Adaptat per Fehér, és un remake de la pel·lícula alemanya de 1958, Es geschah am hellichten Tag, escrit originalment per l'autor suís Friedrich Dürrenmatt.

## Argument
Després de descobrir el cos assassinat d'una jove a les profunditats d'un bosc muntanyós, un detectiu d'homicidis endurit s'empeny fins a uns extrems cada cop més obsessius en la seva recerca per atrapar l'assassí en sèrie, conegut només com "El gegant", responsable del crim.

## Repartiment
- Péter Haumann com a Felügyelõ
- János Derzsi com a K.
- Judit Pogány com a Overállos nõ

## Llançament i llegat
La pel·lícula es va estrenar al Festival Internacional de Cinema de Locarno l'any 1990, on va guanyar el Lleopard de bronze pel treball de càmera de Milós Gurbán. Es va projectar al Regne Unit per primera vegada el 2012. Després de no estar disponible durant molts anys, va ser restaurat en resolució 4K pel Nemzeti Filmintézet. Second Run va estrenar la pel·lícula a la regió B Blu-ray el 2023, utilitzant aquesta restauració. Theatrical distribution in the United States was by Arbelos Films. Arbelos va anunciar un llançament de Blu-ray per a finals d'hivern de 2024.

### Recepció crítica
Zoe Aiano en una ressenya per al East European Film Bulletin va escriure que "Malgrat les seves imperfeccions, Szürkület és una obra mestra de la construcció del món i el to que t'atrau amb les seves al·lusions nefastes i l'ús arquetípic però efectiu de tropes de pobles remots per jugar amb les nostres pors més fosques".